# أرجل
أرجل قرية سوريّة تتبع إداريّاً لمحافظة حلب منطقة جبل سمعان ناحية تل الضمان، بلغ تعداد سكانها 1,080 نسمة حسب التعداد السكاني لعام 2004.